# 梦幻之星
《梦幻之星》是世嘉《梦幻之星系列》的首部作品。1987年12月20日于日本发行，适用世嘉Master System游戏机。它被认为是电子角色扮演游戏的先驱者之一，不仅图形处理技术在当时领先，还是首部在西方发行的故事类游戏。它还是最早以女性作主角的游戏之一。后来，该游戏还被移植至世嘉土星、PlayStation 2和Wii等平台上。